# Jekaterina Alexandrowna Malyschewa
Jekaterina Alexandrowna Malyschewa (russisch Екатерина Александровна Малышева; * 28. Januar 1987 in Tscheljabinsk) ist eine russische Eisschnellläuferin.
Bei den Olympischen Spielen 2010 in Vancouver erreichte sie über die 500-Meter-Strecke den 24. Platz und über die 1000-Meter-Strecke den 27. Platz. Bei der Eisschnelllauf-Sprintweltmeisterschaft 2010 erkämpfte sie den fünften Rang in der Gesamtwertung.